# Wilber (Nebraska)
Pour les articles homonymes, voir Wilber (homonymie).
Wilber est une ville de l’État du Nebraska, siège du comté de Saline, au centre des États-Unis. Sa population s’élevait à 1 855 habitants en 2010.